# El Escalanar
El Escalanar är en ort i Mexiko.   Den ligger i kommunen Chiconquiaco och delstaten Veracruz, i den sydöstra delen av landet, 250 km öster om huvudstaden Mexico City. El Escalanar ligger 1 352 meter över havet och antalet invånare är 658.
Terrängen runt El Escalanar är bergig åt nordost, men åt sydväst är den kuperad. Terrängen runt El Escalanar sluttar österut. Runt El Escalanar är det ganska glesbefolkat, med 48 invånare per kvadratkilometer. Närmaste större samhälle är Naolinco de Victoria, 17,5 km sydväst om El Escalanar. I omgivningarna runt El Escalanar växer huvudsakligen savannskog.